# Clathria marplatensis
Clathria marplatensis är en svampdjursart som först beskrevs av Cuartas 1992.  Clathria marplatensis ingår i släktet Clathria och familjen Microcionidae. Inga underarter finns listade i Catalogue of Life.